# Cappuccio Rosso
Cappuccio Rosso (Red Hood) è un personaggio dei fumetti statunitensi creato nel 1951 da Bill Finger (testi), Lew Sayre Schwartz e Win Mortimer (disegni), e pubblicato da DC Comics; viene definito in due versioni, la prima è il joker (quindi nemico di Batman) e la seconda è il vecchio Robin (quindi alleato di batman). 

## Storia editoriale
Il personaggio esordisce nel 1951 sull'albo n. 168 di Detective Comics nel quale venne raccontato di come sotto la maschera si celasse l'uomo che divenne Joker, prima che Cappuccio Rosso, scappando da Batman, decidesse di fuggire tuffandosi in un condotto fognario di una fabbrica di prodotti chimici, che lo trasformò nel clown a noi oggi noto. Il personaggio viene ripreso nel 2005 da Judd Winick nella storia Batman: Under The Hood, sotto la cui identità si cela stavolta Jason Todd. Dal 2011 il personaggio è protagonista di una nuova testata divisa in due serie, la prima Red Hood and the Outlaws (vol. 1), edita fino al 2015 all'interno del rilancio editoriale The New 52 e la seconda, Red Hood and the Outlaws (vol. 2), edita dal 2016 all'interno del rilancio editoriale denominato Rebirth.

## Biografia dei personaggi

### Joker
In Batman: The Killing Joke, viene riproposta la figura di Cappuccio Rosso come un uomo in disgrazia assunto da due furfanti che mascherano persone in difficoltà, a cui vengono offerti dei soldi, facendo indossare a loro un casco rosso con un mantello, affinché l'attenzione della polizia e dei media venga rivolta su Cappuccio Rosso e non sui veri malfattori.
L'ultima persona ad impersonare il Cappuccio Rosso fu il futuro Joker, che, in una delle sue diverse nonché più discusse origini, fu un comico fallito caduto che lavorava alla ACE Chemicals, dove i due criminali dovevano passare per raggiungere la vicina fabbrica di carte, il loro vero obiettivo. Assunto il comico, questi acconsente al prendere i panni di Cappuccio Rosso, in modo da guadagnare dei soldi per poter permettere a sua moglie e al suo nascituro una vita migliore. Poche ore prima del colpo, però, la donna muore per un incidente domestico, lasciando l'uomo poche motivazioni sul colpo. Durante l'attraversamento della fabbrica di prodotti chimici, i tre vengono beccati dalle guardie, che uccidono i due criminali, che fanno in tempo ad addossare la colpa sul pover'uomo, che fugge lontano dagli spari. Batman (agli inizi della sua carriera) sopraggiunge sul posto e insegue il suo sfuggevole futuro nemico che, ancor più terrorizzato, inciampa e casca dalla passerella precipitando in una tanica di acidi chimici. Uscito dai tubi di scarico, l'uomo si toglie il casco e nota sul riflesso dell'acqua che il suo aspetto è cambiato. La psiche dell'uomo, già molto provata e pericolante, crolla del tutto e l'ultimo Cappuccio Rosso cade nella follia, diventando il Joker.
Stando però al fumetto, questo non è un ricordo attendibile, in quanto lo stesso Joker dice che lui non vuole dei ricordi, in quanto pericolosi, e che preferisce avere un passato da lui inventato e con più opzioni possibili. In molti flashback, però, la storia rimane pressoché simile.

### Jason Todd
Il secondo Robin, un ladruncolo di strada di nome Jason Todd, viene rapito, torturato e poi ucciso dal Joker durante Batman: Una morte in famiglia mentre stava cercando le tracce della madre, creduta fino ad allora morta. Si scoprirà in futuro essere stato resuscitato da Ra's al Ghul; dopo la resurrezione però Jason impazzisce, divenendo il famoso "alleato instabile" Cappuccio Rosso, e si convince che Batman debba uccidere il Joker perché questi lo ha privato del suo amico e compagno. Fermato da Batman, l'ex Robin diverrà un vigilante a sé stante, ma a differenza di Batman, non si farà alcuno scrupolo nell'uccidere qualcuno.

## Altre versioni
Nell'elseworld Kingdom Come (1996), Cappuccio Rosso è in realtà Lian Harper, figlia di Roy Harper e Chesire.
Nel 2004 il personaggio appare nell'ottavo albo di Batman Adventures.
Nel videogioco Batman: Arkham Knight del 2015, Jason Todd diventa Cappuccio Rosso dopo aver smesso i panni del Cavaliere di Arkham. A differenza del fumetto non diventa un criminale ma un sanguinario vigilante.
Nel fumetto Batman: The Adventures Continue, della continuità del DCAU, Cappuccio Rosso è il titolo di un membro nuovo della banda de "i Lupi", un gruppo formato da vandali adolescenti che si possono riconoscere per i loro passamontagna neri. Chi vuole entrare nel gruppo deve indossare per i primi giorni un passamontagna rosso (un'allusione alla figura di Cappuccetto Rosso in mezzo ai lupi) e fare da palo. L'ultimo a indossarlo era il fratello maggiore di Jason, Danny, morto per colpa del capobanda, affinché la polizia perdesse tempo a soccorrerlo che a inseguire gli altri. Jason, furioso, entrò nel gruppo, ma solo per vendicare il fratello, stendendo tutta la banda e facendosi notare da Batman. Tuttavia, dopo la sua scomparsa, Jason ritorna sotto le vesti di un criminale chiamato Cappuccio Rosso.

## Altri media

### Televisione
- Cappuccio Rosso, chiamato semplicemente Red Hood, è presente nell'episodio "Il mondo parallelo" (Deep Cover for Batman!, 2009) della serie animata Batman: The Brave and the Bold: in un universo parallelo dove gli eroi sono cattivi ed i supercriminali buoni, il personaggio (una versione "sana" del Joker) viene catturato dalla Lega dell'ingiustizia e poi aiutato da Batman[7].
- Batman: Under the Red Hood (2010), film d'animazione direct-to-video: versione animata della saga a fumetti "Batman: Under the Hood" sceneggiata dallo stesso autore, Judd Winick[8].
- Nella serie Gotham la diciassettesima puntata della prima stagione si intitola Cappuccio Rosso e si concentra su una banda di criminali il quale capo indossa un cappuccio rosso, in contrasto con gli altri neri. Per ottenerlo i membri finiscono per uccidersi l'un l'altro; alla fine, dopo uno scontro con la polizia, i criminali rimasti finiscono uccisi ma, un ragazzo che passa da quelle parti, raccoglie il cappuccio rosso e, indossandolo, mima l'atto di sparare un colpo di pistola, segno che la dinastia del "cappuccio rosso" continua. Un'altra banda del cappuccio rosso compare nel quinto episodio della terza stagione, Anything for you: questa volta sono una gang di criminali che indossano tutti un cappuccio rosso, ingaggiati da Butch Gilzean per creare scompiglio in città e, successivamente, fermarli lui stesso per tornare a poter essere il braccio destro del neo-sindaco Oswald Cobblepot; la banda verrà, successivamente, sterminata dallo stesso Gilzean, il quale sarà poi obbligato da Edward Nygma a travestirsi lui stesso come un membro della banda.
- Cappuccio Rosso appare nell'ultimo episodio della webserie Nightwing: The Series e nel cortometraggio sequel Batman: Nightwing Vs. Red Hood.
- Cappuccio Rosso compare anche nella terza stagione della serie TV Titans, manipolato dallo Spaventapasseri, che lo mette al centro del suo piano per dominare Gotham City.

### Videogiochi
- LEGO Batman 2: DC Super Heroes, sviluppato da Traveller's Tales (2012)
- LEGO Batman 3: Gotham e oltre, sviluppato da Traveller's Tales e Feral Interactive (2014)
- Batman: Arkham Knight - Story pack di Cappuccio Rosso, sviluppato da Rocksteady Studios (2015)
- DC Legends, sviluppato da WB Games San Francisco (2016)
- Injustice 2, sviluppato da NetherRealm Studios (2017) (tramite DLC)[9]
- Gotham Knights, sviluppato da WB Games Montréal (2022)